# Овшлаг
Овшлаг (нем. Owschlag) — община в Германии, в земле Шлезвиг-Гольштейн. 
Входит в состав района Рендсбург-Экернфёрде. Подчиняется управлению Хюттен.  Население составляет 3616 человек (на 31 декабря 2010 года). Занимает площадь 39,32 км².